# 2009-es Honda Grand Prix of St. Petersburg
A Honda Grand Prix of St. Petersburg volt a 2009-es IndyCar Series szezon első futama. 2009. április 5-én került megrendezésre. Az IndyCar széria történetében először nem ovál versennyel kezdődött az idény. A versenyen 4 újonc debütált: Stanton Barrett, Mike Conway, Robert Doornbos and Raphael Matos. A verseny távja 100 kör az 1,8 mérföldes utcai pályán.
Graham Rahal indult az első helyről de rögtön elvesztette az esélyét a győzelemre a verseny elején történt kicsúszással. A regnáló bajnok Scott Dixon balesetet szenvedett a 80. körben, az újraindításnál először Briscoe, majd Hunter-Reay előzte meg a verseny alatt szinte végig vezető Wilsont. A végén Ryan Briscoe nyert, második Ryan Hunter-Reay, a harmadik Justin Wilson lett.

## Rajtfelállás
| Rajtsor | Belső ív | Belső ív         | Külső ív | Külső ív         |
| ------- | -------- | ---------------- | -------- | ---------------- |
| 1       | 02       | Graham Rahal     | 19       | Justin Wilson    |
| 2       | 11       | Tony Kanaan      | 6        | Ryan Briscoe     |
| 3       | 10       | Dario Franchitti | 3        | Will Power       |
| 4       | 34       | Alex Tagliani    | 9        | Scott Dixon      |
| 5       | 2        | Raphael Matos    | 23       | Darren Manning   |
| 6       | 4        | Dan Wheldon      | 24       | Mike Conway      |
| 7       | 06       | Robert Doornbos  | 21       | Ryan Hunter-Reay |
| 8       | 7        | Danica Patrick   | 13       | E.J. Viso        |
| 9       | 14       | Vitor Meira      | 26       | Marco Andretti   |
| 10      | 27       | Hideki Mutoh     | 5        | Mario Moraes     |
| 11      | 98       | Stanton Barrett  | 20       | Ed Carpenter     |

## Futam
| Pozíció | #  | Pilóta           | Csapat                     | Futott kör | Idő/Kiesés oka               | Rajthely | Élen töltött körök száma | Pont |
| ------- | -- | ---------------- | -------------------------- | ---------- | ---------------------------- | -------- | ------------------------ | ---- |
| 1.      | 6  | Ryan Briscoe     | Team Penske                | 100        | 2:12:26.8387                 | 4        | 46                       | 50   |
| 2.      | 21 | Ryan Hunter-Reay | Vision Racing              | 100        | +0.4619                      | 14       | 0                        | 40   |
| 3.      | 19 | Justin Wilson    | Dale Coyne Racing          | 100        | +0.9490                      | 2        | 52                       | 37   |
| 4.      | 10 | Dario Franchitti | Chip Ganassi Racing        | 100        | +1.5230                      | 5        | 0                        | 32   |
| 5.      | 11 | Tony Kanaan      | Andretti Green Racing      | 100        | +2.3214                      | 3        | 0                        | 30   |
| 6.      | 3  | Will Power       | Team Penske                | 100        | +3.4622                      | 6        | 0                        | 28   |
| 7.      | 02 | Graham Rahal     | Newman/Haas/Lanigan Racing | 100        | +4.0672                      | 1        | 0                        | 27   |
| 8.      | 23 | Darren Manning   | Dreyer & Reinbold Racing   | 100        | +4.7283                      | 10       | 0                        | 24   |
| 9.      | 14 | Vitor Meira      | A. J. Foyt Enterprises     | 100        | +5.9559                      | 17       | 0                        | 22   |
| 10.     | 34 | Alex Tagliani    | Conquest Racing            | 99         | +1 kör                       | 7        | 0                        | 20   |
| 11.     | 06 | Robert Doornbos  | Newman/Haas/Lanigan Racing | 96         | +4 kör                       | 13       | 0                        | 19   |
| 12.     | 98 | Stanton Barrett  | Team 3G                    | 96         | +4 kör                       | 21       | 0                        | 18   |
| 13.     | 26 | Marco Andretti   | Andretti Green Racing      | 94         | Baleset Tagliani-val         | 18       | 2                        | 17   |
| 14.     | 4  | Dan Wheldon      | Panther Racing             | 86         | Baleset                      | 11       | 0                        | 16   |
| 15.     | 27 | Hideki Mutoh     | Andretti Green Racing      | 86         | Baleset                      | 19       | 0                        | 15   |
| 16.     | 9  | Scott Dixon      | Chip Ganassi Racing        | 80         | Baleset                      | 8        | 0                        | 14   |
| 17.     | 13 | E. J. Viso       | HVM Racing                 | 75         | Kormánymű                    | 16       | 0                        | 13   |
| 18.     | 20 | Ed Carpenter     | Vision Racing              | 71         | Baleset                      | 22       | 0                        | 12   |
| 19.     | 7  | Danica Patrick   | Andretti Green Racing      | 31         | Baleset Matos-al             | 15       | 0                        | 12   |
| 20.     | 2  | Raphael Matos    | Luczo-Dragon Racing        | 31         | Baleset Patrick-el           | 9        | 0                        | 12   |
| 21.     | 5  | Mario Moraes     | KV Racing Technology       | 31         | Baleset Mutoh-val            | 20       | 0                        | 12   |
| 22.     | 24 | Mike Conway      | Dreyer & Reinbold Racing   | 1          | Baleset, felfüggesztés törés | 12       | 0                        | 12   |

- A verseny túllépte a 2 órás időhatárt de nem intették le a futamot